# Donald Pretty
Donald Wayne Pretty (* 11. Juni 1936) ist ein ehemaliger kanadischer Ruderer, der 1956 eine olympische Silbermedaille im Achter gewann.

## Sportliche Karriere
Der 1,92 m große Donald Pretty gehörte 1956 zu der Crew, die sich mit dem Gewinn des kanadischen Meistertitels für die Olympischen Spiele in Melbourne qualifizierte. Der Achter der University of British Columbia startete 1956 in der Besetzung Philip Kueber, Richard McClure, Robert Wilson, David Helliwell, Donald Pretty, William McKerlich, Douglas McDonald, Lawrence West und Steuermann Carlton Ogawa. Im Vorlauf belegten die Kanadier den zweiten Platz hinter den Australiern, im Halbfinale siegten die Kanadier vor den Schweden. Das Finale gewann der Achter aus den Vereinigten Staaten mit etwa zwei Sekunden Vorsprung auf die Kanadier, die Australier lagen als Dritte weitere zwei Sekunden zurück.
William McKerlich, Donald Pretty und Robert Wilson nahmen 1958 auch an den British Empire and Commonwealth Games 1958 in Cardiff teil. Der kanadische Achter gewann in Cardiff die einzige Goldmedaille für das kanadische Team.
Pretty qualifizierte sich später für die Teilnahme an den Olympischen Spielen 1964 in Tokio. Dort sollte er eigentlich mit Roger Jackson im Zweier ohne Steuermann starten, tauschte aber kurzfristig den Platz mit George Hungerford. Während Pretty mit dem Achter den neunten Platz belegte, siegten Jackson und Hungerford im Zweier.
Nach seiner aktiven Karriere wurde Donald Pretty Rudertrainer. Unter anderem coachte er das kanadische Team bei den Panamerikanischen Spielen 1967.